# Halcampoides abyssorum
Halcampoides abyssorum is een zeeanemonensoort uit de familie Halcampoididae.
Halcampoides abyssorum is voor het eerst wetenschappelijk beschreven door Danielssen in 1890.